# Girls About Town
El guion se basaba en una historia original firmada por Zoe Akins.
Crítica sobre la amoralidad imperante en el Hollywood clásico, antes de que se impusiera el Código Hays.
Cukor retomaría el tema en varias películas más:
- Hollywood al desnudo (1932)
- Ha nacido una estrella (1954).

## Argumento
Las muchachas que llegan a Hollywood están dispuestas a todo con tal de convertirse en estrellas. Viven de la generosidad de los hombres. A una de ellas, le proponen matrimonio y, muy a su pesar, ha de confesar que, en realidad, ya está casada.

## Otros créditos
- Productora: Paramount Pictures
- Color: Blanco y negro
- Diseño de vestuario: Travis Banton